# Itaquitinga
Itaquitinga é um município brasileiro do estado de Pernambuco. O município é formado pelo distrito sede e pelo povoado de Chã de Sapé.

## Etimologia
Segundo José de Almeida Maciel (1984), o topônimo é composto por dois termos: itaqui: arenito + tinga: branco, ou seja, areia branca. Já segundo Luís Caldas Tibiriçá o termo tem origem em ita-ky-tinga, significando "pedra branca aguçada".
Uma fonte mais fiável afirma provir de itá + kytynga, pedras enferrujadas, sujas.

## História
A Lei Municipal 52 de 3 de agosto de 1892, de Goiana, dividiu o município em 5 distritos, deles fazendo parte o povoado de São Sebastião de Areias. O Decreto-Lei Estadual 952 de 31 de dezembro de 1943 mudou o nome do distrito de Areias para Itaquitinga. A Lei Estadual 4962 de 20 de dezembro de 1963 eleva Itaquitinga à condição de município, desmembrando-o de Goiana. O município foi instalado em 23 de maio de 1964.

## Geografia
Localiza-se a uma latitude 07º40'04" sul e a uma longitude 35º06'06" oeste, estando a uma altitude de 88 metros. Sua população estimada em 2004 era de 15.424 habitantes.
Itaquitinga situa-se predominantemente da unidade de relevo dos Tabuleiros Costeiros, que apresenta altitude média de 50 a 100 metros, com platôs de origem sedimentar, que apresentam grau de entalhamento variável: vales estreitos e encostas abruptas intercalam-se a regiões abertas com encostas suaves e fundos com amplas várzeas. Os solos são profundos e de baixa fertilidade natural. Latossolos e podzólicos predominam nos topos de chapadas e topos residuais. Os solos podzólicos com fregipan, podzólicos plínticos e podzóis são observados nas pequenas depressões nos tabuleiros. Solos podzólicos concrecionários estão presentes em áreas dissecadas e encostas e Gleissolos. Solos Aluviais surgem nas áreas de várzeas.
A floresta subperenifólia predomina a vegetação nativa, com partes de floresta subcaducifólia e vegetação de transição cerrado/ floresta.

## Economia
As principais atividades econômicas são agricultura e comércio. Os principais produtos agrícolas são a batata-doce, mandioca, coco, cana-de-açúcar, feijão, banana, mamão e abacaxi.
O artesanato em barro ocupa grande parte da população. Utensílios domésticos como panelas e tigelas, santos e personagens do imaginário popular regional são as peças mais produzidas. A influência indígena é notável.

## Manifestações populares
A região é bastante rica em manifestações populares, como o maracatu, o cavalo-marinho e a ciranda.
Tem como maior expressão religiosa o cristianismo, das igrejas católica e protestante, com muitos fiéis e cotidiano voltado as manifestações dogmáticas. Pela igreja católica, tem como padroeiro São Sebastião, vindo a ser paróquia muito recentemente, com uma igreja recém reformada e com festa anual centenária.